# Alaska Milk Corporation

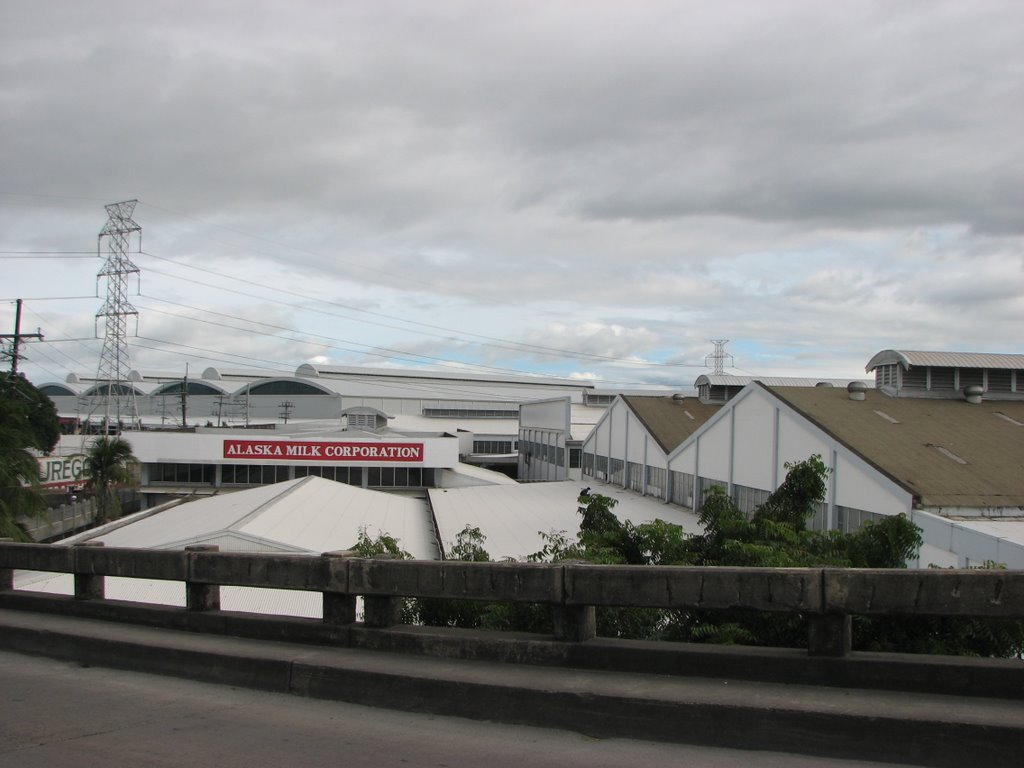
Das Firmengelände der Alaska Milk Corporation

Alaska Milk Corporation (AMC) ist ein philippinisches Milchunternehmen mit Sitz in Makati City. Das Unternehmen besitzt auch Alaska Aces, das Team der Philippine Basketball Association (PBA).
Im Jahr 2012 übernahm das niederländische Molkereiunternehmen FrieslandCampina die Kontrolle (98,1 %) des Unternehmens von der Gründerfamilie Uytengsu.

## Geschichte
Im Jahr 1972 wurde Holland Milk Products Inc. (HOMPI) gegründet. Es war ein Joint Venture zwischen AMCs ehemaliger Muttergesellschaft, General Milling Corporation (GMC), und Holland Canned Milk International B.V. (jetzt FrieslandCampina). HOMPI stellte zunächst flüssige Dosenmilch (Kondensmilch und Kondensmilch) her. Schließlich expandierte es, um Milchpulver und UHT-Milch herzustellen.
Im Jahr 1994 wurde HOMPI von GMC ausgegliedert und als Alaska Milk Corporation (AMC) unter der Kontrolle von Wilfred Uytengsu, Sr. eingegliedert. Kurz nach ihrer Gründung wurde AMC 1995 an der Philippine Stock Exchange (PSE) notiert.
Wilfred Steven Uytengsu, Jr., Der älteste Sohn von Wilfred Senior, übernahm 2007 die Position des Präsidenten und CEO. Der ältere Uytengsu starb im April 2010 im Alter von 82 Jahren.
Im Jahr 2007 erwarb das Unternehmen das Dosenmilchgeschäft von Nestlé Philippines. Die Übernahme umfasste die Marken Alpine, Liberty und Krem Top sowie die Markenlizenz für die Marken Carnation und Milkmaid von Nestlé.
Im März 2012 hatte das Unternehmen mehr 1.000 Mitarbeiter.
Im Jahr 2012 erwarb FrieslandCampina die Mehrheit von AMC von der Uytengsu-Familie. Am 5. November 2012 wurde AMC aus der PSE genommen, nachdem FrieslandCampina sein Übernahmeangebot für 98,1 % der Anteile an AMC abgeschlossen hatte. Zuvor war FrieslandCampina mit 8,1 % an AMC beteiligt. Wilfred Steven Uytengsu Jr. bleibt als Präsident und CEO.
Im Jahr 2016 wurde die Marke Friso auf den Philippinen eingeführt.

## Marken
- Alaska
- Alpine
- Carnation (unter Lizenz von Nestlé)
- Cow Bell
- Friso
- Krem-Top
- Liberty
- Milkmaid (unter Lizenz von Nestlé)

## Sport-Teams
- Alaska Aces (PBA-Basketballmannschaft)
- Alaska teamTBB Philippines (Triathlon-Team)
- Alaska Power Camp (Basketball- und Fußballentwicklungslager)
- Alaska Ironkids Philippines (Triathlon-Serie)
- Jr. NBA/Jr. WNBA Philippines (Jugendbasketball-Entwicklungsprogramm im neunten Jahr)[9] – unter Lizenz von NBA/WNBA